# Francesca Biasetton
Francesca Biasetton (Genova, 1961) è una calligrafa, illustratrice e performance artist italiana, che nella sua opera di arte calligrafica mescola diversi saperi - tra i tanti il know-how dei caratteri dell'alfabeto arabo e di quello latino - con il proposito di redefinire una sintesi estetica del dialogo fra culture. Da una parte coltiva, con disciplina e studio, la bella scrittura e la calligrafia occidentale, dall'altra continua a sviluppare l'asemic writing in ogni sua opera.

## Biografia
Lavora come illustratrice nel settore della moda,  coltivando nel mentre l'arte calligrafica nel settore del cinema e dello sport, oltre la lingua araba, attraverso lunghi viaggi in Medio Oriente. Nel 1991 aderisce subito alla nascente Associazione Calligrafica Italiana ed espone nel 1994 alla prima mostra dell'Associazione stessa, a Venezia. Oltre ad aver scritto i titoli di testa per "La leggenda del pianista sull'oceano" di Giuseppe Tornatore, collabora con l'artista iraniana Golnaz Fathi e con Brody Neuenschwander per "The Children of Uranium" di Peter Greenaway. Dal 2001 è protagonista dello spettacolo teatrale Abbecedario. Con Abbecedario vince il Premio Andersen e il Premio Stregagatto. Nel 2004 espone a Teheran con Golnaz Fathi, mentre nel 2006 espone a Lahore in Pakistan. Viene selezionata per l'edizione 2006 del Premio Internazionale di Calligrafia di Westerlo. Nel 2010 crea per Midali una serie limitata di abiti scritti a mano. Nel 2012 è coprotagonista della video installazione "Writing Stage Diving". Tra i suoi ultimi significativi lavori: il lettering per allestimento "Nespresso onlyU"; il logo e la calligrafia della mostra "GINOWA hiar 2492" del Festival della Scienza, la calligrafia per l'installazione nonché per il video "100 morti che non contano" del 2012 e la videoperformance "Questo è amore-This is love" del 2013 per Palazzo Ducale Fondazione per la Cultura e ora acquisito nella collezione permanente del Museo d'Arte Contemporanea Villa Croce, oltre al modello per la comunicazione a mano libera di "Naturasì". Molteplici i suoi lavori di illustratrice e calligrafa per volumi pubblicati dai più importanti editori. Sue opere calligrafiche sono inserite nella collezione "Berlin Sammlung Kalligraphie", mentre l'editore Gestalten dedica loro tre pagine nel prestigioso "Hand to Type" del 2012. Tra i media che si interessano dell'opera dell'artista-calligrafa, la televisione svizzera dedica di recente a Francesca Biasetton una puntata speciale:.
Francesca Biasetton è Visiting Professor presso la Nuova accademia di belle arti di Milano. Dal 2011 ricopre il ruolo di Presidente dell'Associazione Calligrafica Italiana. Alcune sue opere sono incluse nella collezione della Berlin Sammlung Kalligraphie/Berlin Academy of Art. Il libro "Abbecedario", di cui ha curato le illustrazioni, ha vinto il Premio Andersen 2003 per il Miglior libro fatto ad arte.

## Stile
L'opera artistica di Francesca Biasetton è tesa al superamento del significato della mera scrittura per elevare segni e simboli ad arte calligrafica, fondendo alfabeti e creando nuove lettere, nonché lettering. Tra le sue convinzioni che la sua arte deve trasporsi in impegni civili e umani, e ciò risulta evidente da alcune sue video-performance.

## Mostre
- 1991 "Prima mostra di arte calligrafica", Venezia, Associazione Calligrafica Italiana (ACI)
- 1994 "Cento disegni per la moda",
- 1994 "Scritture", Ferentino
- 1995 "Finzioni alfabetiche", Milano
- 1995 "Pagine di viaggio, mostra internazionale di calligrafia", Fondazione Costa, Genova
- 2000 "Calligrafia in Italia", Bartlhaus Museum, Petterbach (Austria)
- 2004 "Incontri", Teheran, (Iran)
- 2006 "Arno to Ravi: Calligraphy and calligraphy Art from Italy to Pakistan", Lahore (Pakistan)
- 2006 "Internationale Grote Prijs kalligrafie", Waterloo (Belgio)
- 2008 "Poesia prêt-à-porter", Genova
- 2011 "1991-2011: 20 anni di ACI", Milano
- 2023 "PataAsemica", a cura di Duccio Scheggi, Marco Garofalo e Giuseppe Calandriello, Stecca 3, Milano, (Italia).[12]

## Principali Video Performance
- 2011 "Tiralinee" (http://www.youtube.com/watch?v=CRL1kfMPvIs)
- 2012 "Abbecedario" (http://www.youtube.com/watch?v=muxxJqTQqYE)
- 2012 "Cento morte che non contano (http://www.youtube.com/watch?v=UpVWZ-Dkmkc)
- 2013 "Questo è amore. This is love" (http://www.youtube.com/watch?v=-xhGP75i0eA)